# Secretari de stat în Guvernul Petre Roman (1)
În Guvernul Petre Roman (1) au fost incluși și secretari de stat, provenind de la diverse partide.

## Subsecretari de stat
- Șef al Secretariatului General al Guvernului

Sever Georgescu (22 februarie - 28 iunie 1990)
- Adjunct al șefului Secretariatului General al Guvernului

Ion Columbeanu (22 februarie - 28 iunie 1990)
- Adjunct al șefului Secretariatului General al Guvernului

Panait Lefter (22 februarie - 28 iunie 1990)
- Prim-adjunct al ministrului Apărării Naționale, șef al Marelui Stat Major

General Vasile Ionel (28 decembrie 1989 - 28 iunie 1990)
- Secretar de stat la Ministerul Culturii

Horvat Andor (12 ianuarie - 28 iunie 1990)
- Secretar de stat la Ministerul Culturii

Coriolan Babeți (12 ianuarie - 28 iunie 1990)

## Sursa
- Stelian Neagoe - "Istoria guvernelor României de la începuturi - 1859 până în zilele noastre - 1995" (Ed. Machiavelli, București, 1995)
- Rompres Arhivat în 27 septembrie 2007, la Wayback Machine.